# Krev zmizelého
Krev zmizelého je český válečný dramatický film z roku 2005 režiséra Milana Cieslara s Vilmou Cibulkovou v hlavní roli.

## Děj filmu
Děj se odehrává během 2. světové války. Baltský šlechtic Arno utíká před Sověty do finské války. Během té je raněn. Život mu v německém lazaretu zachrání Helga. Navzájem se do sebe zamilují. Helze se narodí dcera Dorli a Arno se musí vrátit zpět do války. Proto se o dceru musí postarat sama.

## Obsazení
- Vilma Cibulková jako Helga
- Václav Jiráček jako Arno
- Ester Geislerová jako Dorli
- Jiří Lábus jako Pepek
- Martin Huba jako Blau
- Vladimír Dlouhý jako Jost
- Ondřej Vetchý jako Lubič
- Igor Bareš jako Čevora
- Simona Stašová jako Šiclová
- Emma Černá jako Utta von Liewen
- Marek Vašut jako Kongo
- Marko Igonda jako Lojzík

## Lokace
Natáčení filmu probíhalo v Kryštofově údolí a na nádraží Hodkovice nad Mohelkou.